# Wacho

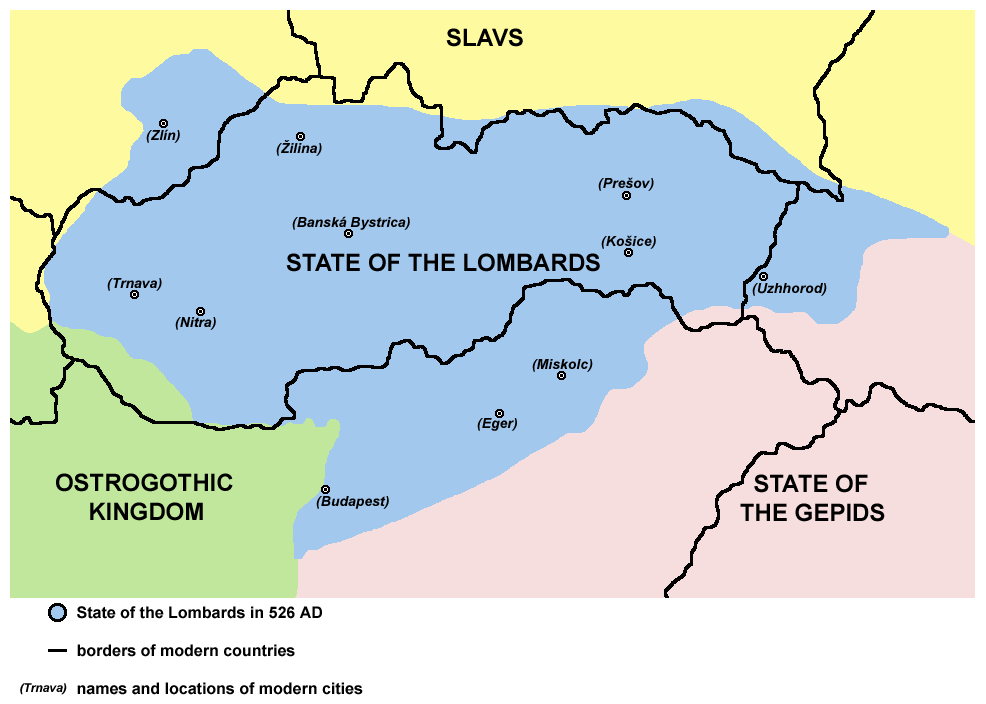
Longobardisch gebied in de tijd van Wacho

Wacho (ca. 480 - 539) was hoofdman (koning) van de Longobarden van 510 tot 539. Hij benoemde zichzelf tot koning, nadat hij in 510 zijn oom Tato had vermoord en diens zoon Hildechis verslagen. Van Wacho is bekend dat hij door middel van huwelijken goede relaties opbouwde met andere Germaanse koninkrijken.

## Leven
Wacho was getrouwd met Radegund, de dochter van Bisinus, koning van de Thüringers. Het huwelijk dat de Frankenkoning Theuderik I regelde tussen zijn zoon Theudebert I en Wacho's dochter Wisigard, diende ertoe, de neutraliteit van de Longobarden te garanderen in de oorlog die de Franken na de dood van Theoderik de Grote in 526 begonnen tegen de Thüringers.
Enige jaren later werd een huwelijk gesloten tussen Theudebald, een andere zoon van Theudebert, en Vuldetrada of Waldrada, een tweede dochter van Wacho. Dit diende ertoe het verbond tussen Franken en Longobarden te versterken. Deze samenwerking trok de aandacht van het Oost-Romeinse rijk, dat diplomatieke relaties aanknopte met Wacho. 
Na de dood van zijn vrouw Radegund huwde Wacho met Austrigusa, een dochter van de Gepidenkoning Turrisind. Uit deze verbintenis werden twee dochters geboren, Wisigard en Waldrada, die beiden met Frankische koningen trouwden.
De verbintenissen die Wacho afsloot legden hem geen windeieren. Met steun van de Franken lukte het hem de aan de Donau wonende Sueven, de zogenaamde Donau-Sueven te onderwerpen. Op het einde van zijn regeerperiode beheerste hij de gehele voormalige Romeinse provincie Pannonia, vergelijkbaar met het huidige Hongarije.
Bij Silinga, een dochter van de Herulenkoning Rudolf, kreeg Wacho een zoon, Walthari die zijn opvolger werd.